# 호거아
호거아(胡車兒, ? ~ ?)는 중국 후한 말 장수의 부장이다. 《부자》에만 있는 짤막한 언급을 바탕으로 소설 《삼국지연의》에서 비중이 늘었다.

## 생애
장수군 제일의 무용을 자랑했다. 197년(건안 2년) 장수가 남진해온 조조에게 투항하였다. 조조는 호거아에게 그 무력을 칭찬하며 황금을 주었다. 장수는 조조가 자신의 측근들을 회유하여 자신을 제거하려 한다는 것을 눈치챘다. 이외의 기록은 없다.

## 삼국지연의
사서가 아닌 소설 《삼국지연의》에서는 500근의 무게를 짊어지고 하루에 700리도 간다는 설정이 붙었다. 장수는 숙모 추씨(鄒氏)를 들여 놀아나는 조조에 분노한다. 이에 기습할 계획을 짜는데 호거아가 ‘주공께서 전위를 초대해 술에 취하게 하면 그 틈에 흘러들어가 주무기인 쌍철극을 훔치겠다’고 제안하고 그대로 실행한다. 다른 묘사는 없다.

## 참고 문헌
- 부현, 《부자》(傅子) ; 배송지 주석, 《삼국지》8권 위서 제8 장수에서 인용